# 高山婆罗门参
高山婆罗门参（学名：Tragopogon subalpinus）是菊科婆罗门参属的植物，是中国的特有植物。分布在哈萨克斯坦以及中国大陆的新疆等地，一般生于高山带山坡草地，目前尚未由人工引种栽培。